# Conferência Cristã Congregacional Conservadora
A Conferência Cristã Congregacional Conservadora (Conservative Congregational Christian Conference), também conhecida como a CCCC ou 4C's, é uma denominação cristã protestante nos Estados Unidos. Em 2010, a denominação era formada por 298 igrejas e 42.296 membros.

## Histórico

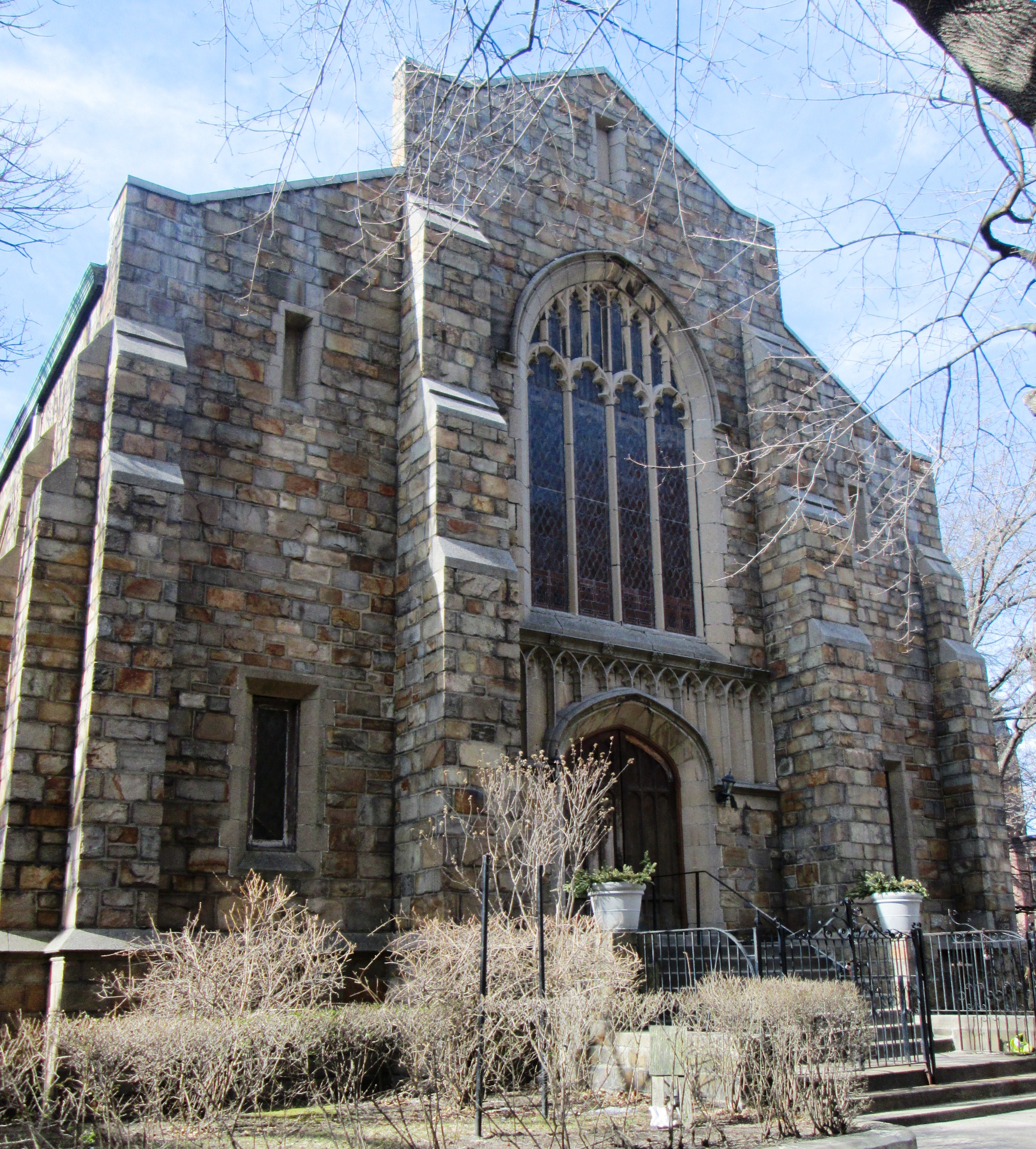
Igreja Memorial Cadman, Brooklyn, na cidade de Nova York

A CCCC foi organizada em 1948, por algumas igrejas e ministros outrora vinculados a Igrejas Cristãs Congregacionais (ICC), por consideravam inaceitáveis o liberalismo teológico e moral predominante  na denominação. No ano de 1957, a maioria das ICC entraram em uma fusão com a Igreja Reformada e Evangélica, formando a atual Igreja Unida de Cristo (IUC). Outro grupo que se separou da ICC durante este processo de fusão foi a Associação Nacional de Igrejas Cristãs Congregacionais (National Association of Congregational Christian Churches - NACCC).

## Teologia / Doutrina
A CCCC expressa a fé cristã protestante ortodoxa, e a inerrância bíblica é um princípio orientador na interpretação bíblica realizadas por seus ministros e professores. Alguns ministros têm procurado reavivar o interesse pelo estudo e ensinamentos do Calvinismo; porém, ambas as correntes teológicas, tanto o calvinismo como arminianismo, são encontradas na CCCC.
A denominação permite a ordenação de mulheres.

## Prácticas

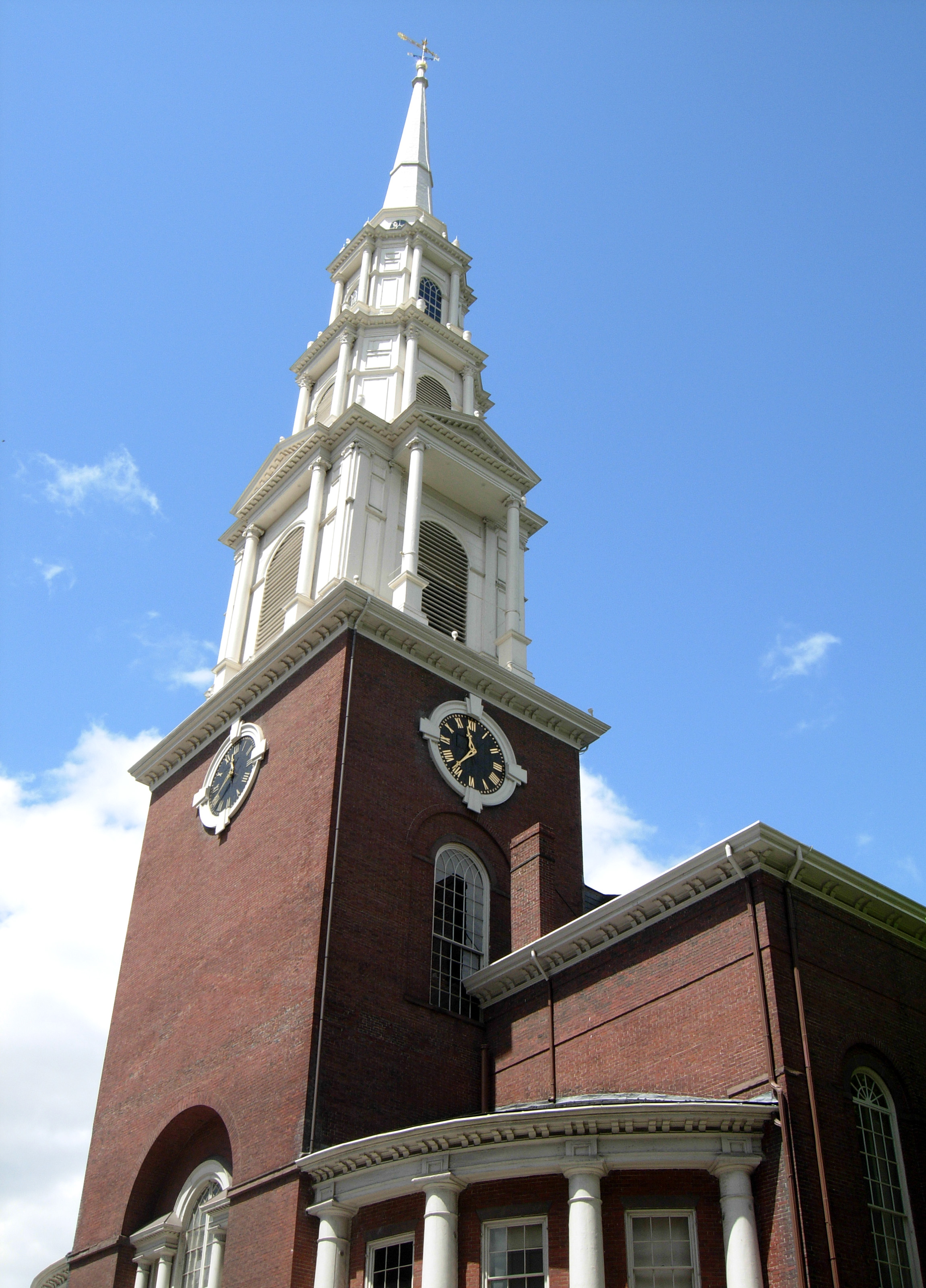
Igreja da Rua do Parque, em Boston

A CCCC admite igrejas de qualquer origem desde que adotem a forma congregacional  de governo eclesiástico e que subscrevam a Declaração de Fé da CCCC, que contém a maior parte dos princípios do evangelicalismo conservador. As igrejas da CCCC têm grande liberdade para adotar pontos teológicos desde que não se oponham às doutrinas básicas, expostas na Declaração de Fé. O lema "No essencial, unidade. No não-essencial, liberdade, e em todas as coisas, o amor" (cunhado pelo puritano Richard Baxter) é repetido CCCC. Não só igrejas de origem cristã congregacional compõem a CCCC, mas também igrejas que se separaram da Igreja Reformada e Evangélica (algumas congregações que deixaram a Igreja Unida de Cristo, batistas e grupos não-denominacionais.

## Estrutura
A igreja local é a unidade básica da CCCC, mas as igrejas e pastores voluntariamente se associam com outras igrejas. Para isso, são estabelecidas as fraternidades regionais em todo os Estados Unidos. Os moderadores de cada fraternidade regional são eleitos pelos representantes das igrejas daquela região.

## Estatísticas
Em 1961, a denominação era formada por 34 igrejas e 6 090. Depois disso, a  CCCC cresceu continuamente e em 2010 era formada por 298 igrejas e 42 296 membros.. Está filiada à Fraternidade Mundial Evangélica Congregacional e à Associação Nacional de Evangélicos dos Estados Unidos. A maior parte das igrejas estão concentradas em Massachusetts, Michigan, Minnesota, e Nova York.